# Karin Ehrnrooth
Karin Ehrnrooth, född  1960 i Helsingfors, är en finlandssvensk författare och konstnär. Ehrnrooth har utbildat sig bland annat på Åbo Akademi och  konstakademin i Hamburg (Hochschule für bildende Künste). Hon är dotter till Adolf Ehrnrooth.  Ehrnrooth har arbetat som fotograf och smyckesdesigner.